# 英国铁路93型电力机车 (城际250型电力动车组)
英国铁路93型电力机车是为了英国铁路西海岸干线的“城际250型电力动车组”计划设计的。“城际250型电力动车组”是一型动力集中式高速电力客运动车组，动力全部集中于一端动力车（即英国铁路93型电力机车），另一端为控制车，中间是9节“英国铁路5型客车”中间车，设计速度为250公里/小时（155英里/小时）。
该型机车源自英国铁路91型电力机车。英国铁路91型电力机车于1989年投入东海岸干线，属于先进旅客列车APT（Advanced Passenger Train）的系列成员，本应在10年前投入西海岸干线运营。1991年3月发出了该型机车和客车厢的招标，原设想到1995年能制造30列该型城际快车，总造价为38亿英镑。然而，1992年6月，“城际250型电力动车组”计划流产，该型列车并未制造。
该型车的侧视图

## 速度和气动特性
该型车有着圆滑的气动外形，因此可以达到250 km/h（155mph）。然而最初因为信号和线路的原因，最高速度是201 km/h（125mph）。

## 遗留物
唯一的英国铁路93型电力机车全尺寸模型保留在内陆铁路（Midland Railway，Butterley，德比郡）斯万维克车站(Swanwick)展览馆展示，模型的照片可见网站，在最近的声明之前，该型车被看作城际快车的最佳选择，计划制造一定数量城际快车250/93型机车来替代东海岸主干线的客运列车，虽然英国铁路93型电力机车没有制造，西部铁路公司做了线路电气化改造的可行性研究，维珍铁路（英国铁路西部私有化之后的运营公司）最终选择了一种新型的列车，尽管电力动车组列车比牵引式列车更好。